# Sladun
Sladun (sladunac, hrast sladunac, lat. Quercus frainetto), listopadno stablo iz porodice bukovki, rod hrastova. rasprostranjen je u jugoistočnoj Europi i Maloj Aziji.
Stablo naraste do 25 metara visine, guste je, široke i okruglaste krošnje. Deblo je promjera 1 metar, kora je tanka svjetlosiva, listovi obrnuto jajasti, dugi do 20 cm., cvjetovi jednospolni i jednodomni, žirevi jajasti.
Ime vrste je nikad ispravljena tipografska greška, a trebao bi glasiti farnietto, u značenju mali hrast.
Žirevi hrasta sladunca su jestivi ali je potrebna prethodnba obrada kuhanjem, pećenjem i mljevenjem u brašno.